# La marcha de los guardias a Finchley
La marcha de los guardias a Finchley, también conocido como La marcha a Finchley o La marcha de los guardias, es un óleo sobre tela de 1750 del artista inglés William Hogarth, propiedad y en exhibición en el Museo Foundling. Hogarth es reconocido por sus trabajos satíricos, y La marcha de los guardias a Finchley muestra este sentido satírico; fue descrito por Hogarth como "lleno de humor".
La pintura es una representación ficticia de una concentración de tropas en Tottenham Court Road para marchar al norte a Finchley para defender la capital de la segunda rebelión jacobita de 1745, la cual era parte de una serie de revueltas que habían ido ocurriendo desde finales del siglo XVII y que buscaban la restauración de la dinastía Estuardo en el trono después de la Revolución Gloriosa de 1688. Retrata a los soldados bajo un prisma humorístico, poniendo exagerado énfasis en su falta de entrenamiento y respeto por la disciplina.
La marcha de los guardias a Finchley pretendía ser originalmente un regalo para el rey de Inglaterra, Jorge II. Sin embargo, se sintió insultado por el aparente incivismo de sus tropas y lo rechazó cuando le fue ofrecido. Molesto por el rechazo real, Hogarth optó por cambiar el grabado y presentar la pintura al rey de Prusia, Federico II, que, conocido por sus habilidades como soldado más que como artista, según se dice quedó más satisfecho con el regalo.

## Pintura

### De fondo

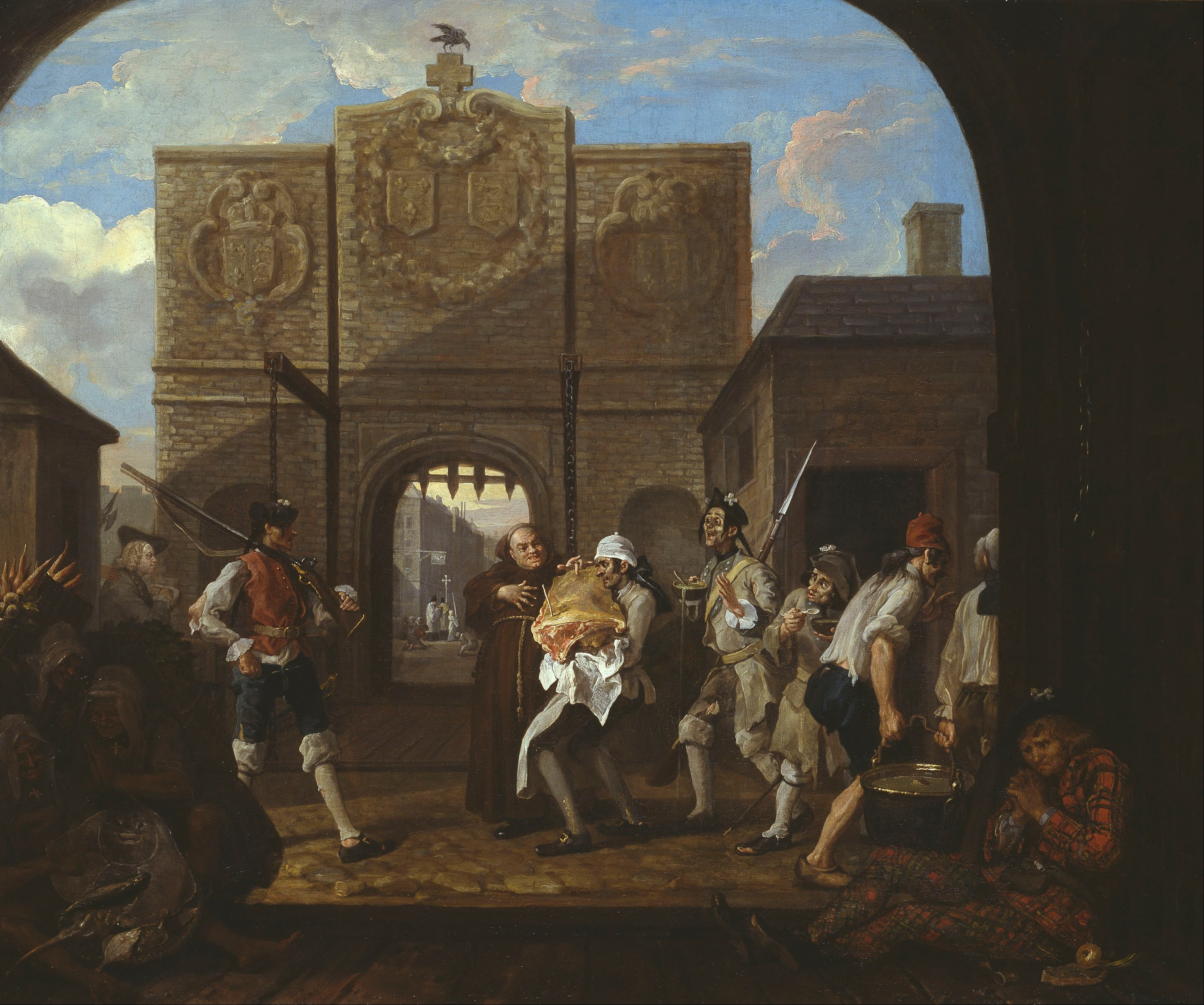
La Puerta de Calais.

Hogarth completó Marcha de los guardias a Finchley en 1750. El trabajo era inicialmente un regalo para Jorge II, y una impresión fue lanzada antes del envío de la pintura al Palacio Real para su aprobación. Sin embargo, Jorge II esperaba una obra de arte que honrara a sus guardias más favorecidos, no que se burlara de ellos– las cuentas declaran que se sintió ofendido por lo que consideró un insulto de parte de Hogarth. El siguiente diálogo tuvo lugar al parecer entre Jorge II y el que entregó el retrato, el conde de Harrington, cuando la pintura fue llevada al rey para su inspección:
"Ruega, quién es este Hogarth?"
"Un pintor, mi señor."
" Odio la pintura y la poesía también! Ni la una ni la otra han hecho nunca nada bueno!"
"El cuadro, por favor Vuestra Majestad, debe indudablemente ser considerado como burlesco!"
"Qué? Un pintor burlando a un soldado? Merece ser piqueteado por su insolencia! Quita este disparate de mi vista."
Poco después, la pintura fue devuelta a Hogarth, que al parecer quedó mortificado por la respuesta del rey ante la que consideraba una de sus mejores obras. Hogarth más tarde modificó la inscripción para leer "el Rey de Prusia", en lugar de "el Rey de Inglaterra", para presentar el trabajo a Federico II de Prusia, quién en la presentación del trabajo mostró mayor entusiasmo y reconocimiento de su arte. Sin embargo, Federico II no era ciertamente ningún experto en arte, y era más conocido en el campo de batalla; algunos especulan que esto explica su recepción positiva ante un trabajo que describe al ejército inglés en pobre forma.
El patriotismo de la pintura proporciona un contrapunto satírico a la abierta antipatía de Hogarth a lo francés, evidente en su pintura La Puerta de Calais, completada en 1748. La posterior dedicación de Hogarth de la Marcha al rey de Prusia refuerza aún más este punto de vista; Federico II era un estratega militar renombrado, pero no un conocedor del arte. La composición del cuadro puede haber sido inspirada por la obra de Jean-Antoine Watteau Départ de Garnison.
Una versión en grabado, por el ayudante de Hogarth, Luke Sullivan, fue publicado poco después de que se completara la pintura, aunque Hogarth hizo algunas modificaciones diez años después. El grabado era inusual porque no era una imagen invertida de la pintura original. Hogarth tasó la obra de arte publicada por un precio de siete chelines y seis peniques cada copia, llegando a una guinea después de que se cerró la suscripción.

### Análisis
La pintura describe una escena en Tottenham Court Road, una calle bulliciosa en el norte de Londres. La guardia real se ha reunido allí en su camino para enfrentarse a los rebeldes, y numerosos soldados están atrapados entre la multitud. Líneas ordenadas de soldados marchan a lo lejos; mientras tanto, una masa informe de soldados involucrados en comportamientos impropios ocupa el primer plano. Paradójicamente, el trabajo resalta la naturaleza disoluta e irrespetuosa de los guardias y muestra que pueden ser transformados en una fuerza de combate disciplinada, con el tambor y el joven pífano convocando a los soldados a su deber.

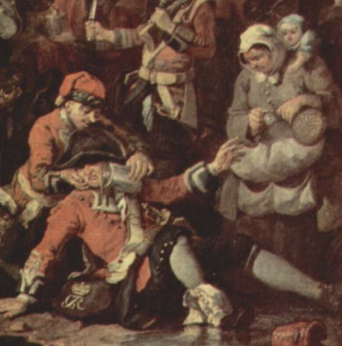
Un soldado borracho rechaza agua a favor de más alcohol.

En el centro aproximado de la pieza, dos mujeres aparentemente pelean por cortejar a un granadero. La mujer a su derecha, una embarazada vendedora de baladas y panfletos, lleva una cesta llena de copias de "Dios Salve al Rey", mientras la mujer más mayor a su izquierda, vestida con ropas oscuras de aspecto sacerdotal y un crucifijo colgando del cuello, sostiene un periódico jacobita enrollado por encima de su cabeza. Algunos críticos han visto la incorporación de Hogarth del texto "Dios Salve al Rey" para representar el apoyo público a la Corona: el músico y autor inglés Percy Scholes dijo que la pintura simboliza a la nación "dudando entre la sucesión protestante de los Hanover y la sucesión católica de los Estuardo", con el "Dios Salve al Rey" "completamente asociado a la primera."
Detrás de los tres, otro soldado y una lechera se besan apasionadamente. Un tambor parado a la izquierda es también el centro de atención femenina – tal vez su mujer e hijo; detrás, un soldado orina contra la pared de una taberna, dolorido por su infección venérea. Más allá a la derecha, cerca del borde de la pintura, un soldado borracho ha colapsado completamente; a pesar de su estado,  rechaza el agua que su camarada detrás le está ofreciendo, y en cambio coge otra jarra de ginebra de la mujer a su izquierda. Soldados directamente detrás – uno de los cuales sostiene un cuchillo– están atracando a los civiles. Cerca, un guardia hambriento birla un pastel de la bandeja de un pastelero. A la izquierda del centro, se desarrolla un combate de boxeo entre dos soldados, con un ansioso grupo de espectadores observando. Al otro lado de la calle, numerosas prostitutas llaman a los hombres desde las ventanas abiertas del famoso burdel de Mother Douglas, al igual que los soldados a sus cohortes. La propia madam junta las manos en oración, rezando por el regreso con bien de los soldados.
Según Hogarth, varios de los soldados más destacados presentes en la pintura – como el granadero, el tambor y el borracho – se basaron en modelos observados antes de la creación de la obra de arte. Notable en particular entre estos es Lord Albemarle Bertie, quien fue utilizado como modelo para el hombre que aparece con los puños apretados detrás de los dos boxeadores.